# Blackjack (Donald Byrd)
Blackjack è un album di Donald Byrd, pubblicato dalla Blue Note Records nel marzo del 1968, un'altra fonte fa risalire la data di pubblicazione al 1967. Il disco fu registrato il 9 gennaio 1967 al Van Gelder Studio di Englewood Cliffs, New Jersey (Stati Uniti).

## Tracce
Brani composti da Donald Byrd, tranne dove indicato
Lato A
1. Blackjack – 6:05
2. West of the Pecos – 5:20 (Sylvester Kyner)
3. Loki – 5:55 (Sylvester Kyner)

Lato B
1. Eldorado – 8:00 (Mitchell Farber)
2. Beale Street – 5:30 (Sylvester Kyner)
3. Pentatonic – 5:00

Edizione CD del 1998, pubblicato dalla Blue Note Records
1. Blackjack – 6:14 (Donald Byrd)
2. West of the Pecos – 5:17 (Sylvester Kyner)
3. Loki – 5:51 (Sylvester Kyner)
4. Eldorado – 7:58 (Mitch Farber)
5. Beale Street – 5:24 (Sylvester Kyner)
6. Pentatonic – 4:57 (Donald Byrd)
7. All Members – 4:34 (Jimmy Heath) – Bonus Track

- Brani nr. 1, 2, 3, 4, 5 e 6 registrati il 9 gennaio 1967 a Englewood Cliffs, New Jersey
- Brano nr. 7 registrato il 27 maggio 1963 a Englewood Cliffs, New Jersey[6]

## Musicisti
Brani A1, A2, A3, B1, B2 e B3 / CD - nr. 1, 2, 3, 4, 5 e 6
- Donald Byrd - tromba
- Hank Mobley - sassofono tenore
- Sonny Red - sassofono alto
- Cedar Walton - pianoforte
- Walter Booker - contrabbasso
- Billy Higgins - batteria

Brano CD - nr. 7
- Donald Byrd - tromba
- Jimmy Heath - sassofono tenore
- Sonny Red - sassofono alto
- Herbie Hancock - pianoforte
- Eddie Khan - contrabbasso
- Albert Heath - batteria[5]